# Mozambiques flag
Mozambiques flag blev taget i brug 1. maj 1983. Flaget har et billede af en AK-47 og er det eneste nationalflag i verden med en afbilledet riffel.
Flaget er baseret på FRELIMOs flag (Mozambiques frigøringsfront). FRELIMOs flag, som blev brugt i en kort periode efter at landet fik sin uafhængighed fra Portugal, minder om dagens flag, men mangler våbnet.
I 2005 blev der afholdt en konkurrence for at udforme et nyt flag til Mozambique. Der blev kåret et vinderflag, men nationalflaget er det samme. Konkurrencen blev afholdt i forbindelse med en kampagne for at skabe et nyt symbol og en ny nationalsang for landet. Oppositionen i Mozambiques nationalforsamling ønskede specielt at fjerne billedet af Kalasjnikov-riflen fra flaget.
Kampagnen for at ændre nationalsymbolerne har mødt stærk modstand blandt folket.

## Symbolisering
- Grøn: Den frugtbare jord
- Sort: Det afrikanske kontinent
- Gul: De kostbare mineraler
- Hvid: Freden
- Rød: Landets kamp for uafhængighed

- Gul stjerne: Folkets solidaritet og landets socialistiske overbevisning
- Bog: Uddannelse
- Hakke: Bønder og landbrug
- AK-47: Nationens beslutning om at beskytte sin frihed

## Historiske flag
- Portugals flag
(Portugisisk Østafrika havde ikke eget flag)
- Mozambiques flag 5. september 1974 - 25. juni 1975
- Mozambiques flag 25. juni 1975 - april 1983
- Mozambiques flag april 1983 - 1. maj 1983

| Flag | Spire Denne artikel om flag eller vexillologi er en spire som bør udbygges. Du er velkommen til at hjælpe Wikipedia ved at udvide den. |